# Campoplex puengeleri
Campoplex puengeleri là một loài tò vò trong họ Ichneumonidae.